# سیارک ۱۰۵۴۰
سیارک ۱۰۵۴۰ (به انگلیسی: 10540 Hachigoroh، نامگذاری:1991VP4) ده هزار و پانصد و چهلمین سیارک کشف شده‌است که در ۱۳ نوامبر ۱۹۹۱ کشف شد.
قدر مطلق سیارک برابر ۳۲٫۳ است.